# Stéphane Mbia
Stéphane Mbia Etoundi (født 20. maj 1986 i Yaoundé, Cameroun) er en camerounsk fodboldspiller, der spiller som forsvarsspiller. Han kan også optræde på den defensive midtbane. Han har gennem karrieren spillet for blandt andet Rennes FC, Olympique Marseille, Sevilla FC og Queens Park Rangers.
Mbia var med Marseille med til at vinde det franske mesterskab i 2010.

## Landshold
Mbia har (pr. marts 2018) spillet 67 kampe og scoret fem mål for Camerouns landshold, som han debuterede for i år 2005. Han har repræsenteret sit land ved VM i 2010, ved OL i 2008, samt ved Africa Cup of Nations i både 2008 og 2010.Nu spiller han en vigtig rolle i Queens Park Rangers midterforsvar.

## Titler
Ligue 1
- 2010 med Olympique Marseille